# 角田全功
角田 全功（かくた まさのり）は、日本の知的財産学者、新領域法学者。弁理士。農学修士（京都大学）。大阪工業大学知的財産専門職大学院教授。
専門は、知的財産戦略・新領域法学（特にバイオ・農学特許） 、イノベーションマネジメント・ビジネスモデル、国際知的財産法（特にアメリカ・中国）。

## 略歴
1983年京都大学大学院農学研究科修士課程修了。味の素にて食品研究開発に従事した後、1995年同社知的財産部課長。2003年同社知的財産部部長。その間、アメリカ味の素での駐在を経験（知的財産担当）。2007年弁理士登録し、同部特許グループ長などを経て、2019年より大阪工業大学知的財産専門職大学院教授。
主な所属学会は、日本弁理士会、研究イノベーション学会。
知的財産学の対外啓蒙活動として、NEDO委託事業・カーボンリサイクル実現を加速するバイオ由来製品生産技術開発の技術指導(2021)、「関西知的財産セミナー」2018（テーマ：食品業界の知的財産動向）で講師を務めている。